# La Ferté-Saint-Aubin
La Ferté-Saint-Aubin è un comune francese di 7 227 abitanti situato nel dipartimento del Loiret nella regione del Centro-Valle della Loira. Fa parte della regione storica francese della Sologne.

## Amministrazione

### Gemellaggi
- Santa Vittoria in Matenano

## Società

### Evoluzione demografica
Abitanti censiti